# Eurocopter EC725 Super Cougar
El Eurocopter EC725 Super Cougar, también llamado Airbus Helicopters H225M, Cougar Mk.II o Caracal, es un helicóptero utilitario militar de largo alcance, potente y rápido, equipado con dos motores de turbina Turbomeca Makila 2A. Tiene un gran volumen útil, con capacidad para 2 tripulantes y hasta 29 pasajeros en configuración de transporte de tropas. Otras configuraciones son evacuación de heridos y labores de búsqueda y rescate de combate (CSAR). Es similar al helicóptero civil EC225 Super Puma.
Las mejoras en el EC725 en comparación con modelos anteriores incluyen un diseño modular de los componentes mecánicos, el uso de materiales compuestos, una aviónica modernizada, incluyendo pantallas multifunción LCD, sistemas monitores de vehículos y AFCS. Además, el EC725 dispone de 5 palas en el rotor principal, una más que los modelos anteriores.

## Desarrollo
El EC725 fue desarrollado para cumplir los requerimientos del Ejército del Aire y del Espacio francés de un helicóptero especializado para operaciones de búsqueda y rescate de combate (CSAR por sus siglas en inglés), después de que el modelo AS 532 A2 Cougar fuera rechazado para este propósito tras numerosas pruebas entre 1996 y 1999. El primer diseño del EC725 hizo su primer vuelo en Marignane el 27 de noviembre de 2000 y la primera presentación del modelo se hizo el 15 de enero de 2001. Posteriormente, el Ejército del Aire francés hizo un pedido de 6 helicópteros para labores de combate, búsqueda y rescate siendo entregada la primera unidad en febrero de 2005. El Ejército de Tierra francés, por otra parte, encargó 8 helicópteros en noviembre de 2002. Es considerado el reemplazo del helicóptero Súper Puma vendido con éxito a varios países del mundo.

## Diseño
El EC725 está basado en el Eurocopter AS 532 Cougar, mejorando el diseño con un rotor principal de cinco palas fabricadas de material compuesto incorporando una nueva forma de Perfil alar reduciendo los niveles de vibración. El helicóptero puede equiparse con armadura blindada removible para proteger a las tropas, y está propulsado por dos Turboejes Turbomeca Makila 1A4 montados sobre la cabina, los cuales tienen la característica de un sistema de doble canal which Full Authority Digital Engine Control (FADEC). También puede equipárseles con un sistema que previene la formación de hielo, lo que permite operar en climas muy helados. Otras mejoras incluyen una caja de transmisión del rotor principal reforzada y una cabina de cristal, la cual está equipada con pantallas de cristal líquido que muestran un mapa digital del terreno.
El helicóptero tiene capacidad para misiones de Búsqueda y rescate tanto como de día y de noche por medio de Radar y sistemas de Detección infrarroja.
Actualmente existen cuatro configuraciones diseñadas por Eurocopter para el EC725. La versión para el transporte de tropas tiene una disposición de asientos para un máximo de 29 elementos además de la tripulación. La versión para VIP puede transportar entre 8 y 12 pasajeros. La versión para transporte de heridos puede transportar 12 camillas con un equipo médico de 4 elementos sentados; y por último, la versión de combate, búsqueda y rescate está completamente equipado para misiones de búsqueda y rescate en un ambiente de combate.
El EC725 puede ser equipado con el siguiente equipamiento militar y armamento:
- 2 x ametralladoras FN MAG de 7,62 mm montadas en las ventanas delanteras de los laterales.
- 2 x lanzacohetes Thales Brandt o Forges Zeebrugge montados en los laterales, cada uno con 19 cohetes de 68 mm.
- 2 x cañones GIAT de 20 mm con 180 proyectiles montados en pods.
- Dassault Electronique EWR-99 FRUIT RWR Radar Warning Receiver.
- Dispensadores de señuelos/bengalas Alkan ELIPS multipropósito.

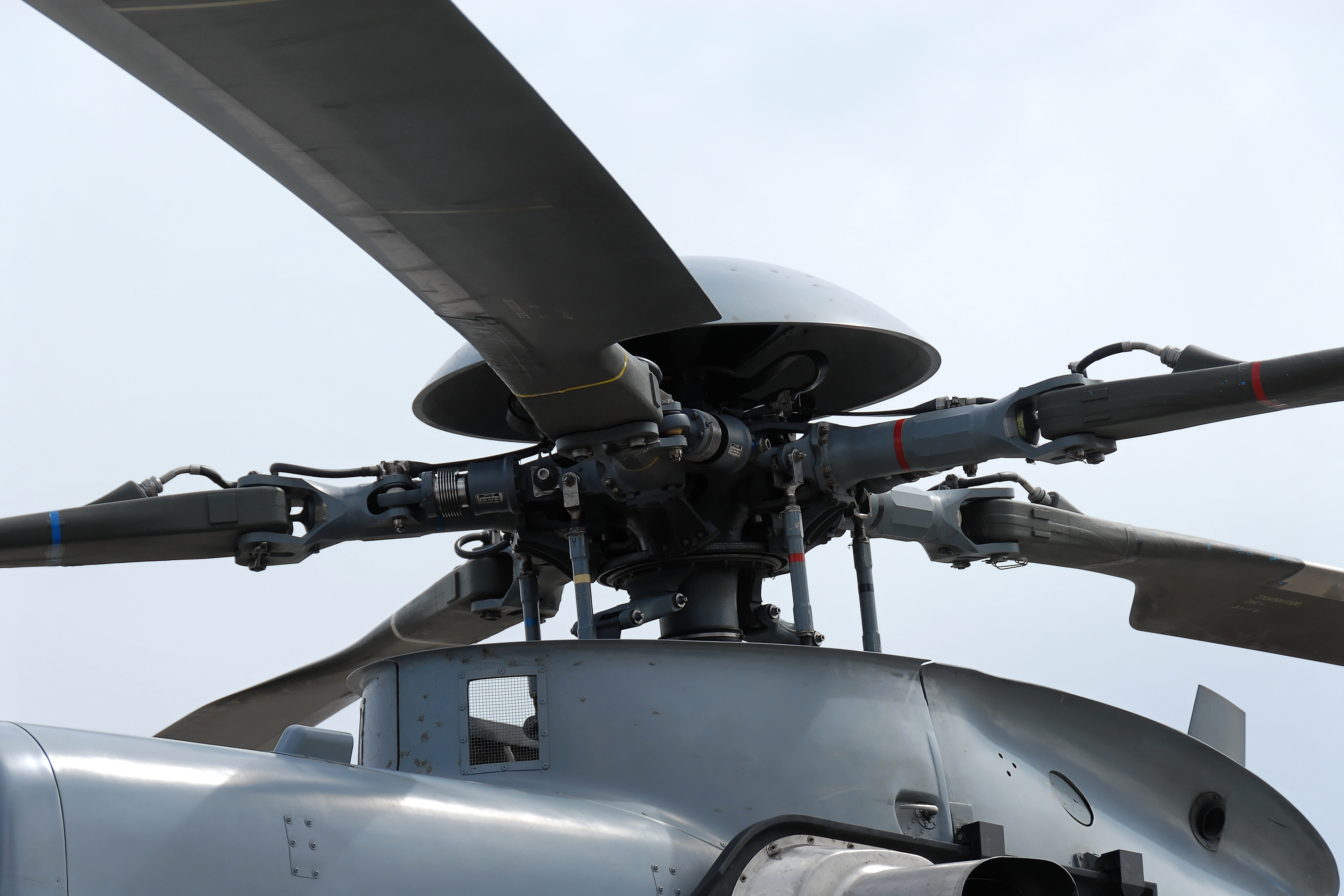
Detalle del rotor principal del Eurocopter EC725.
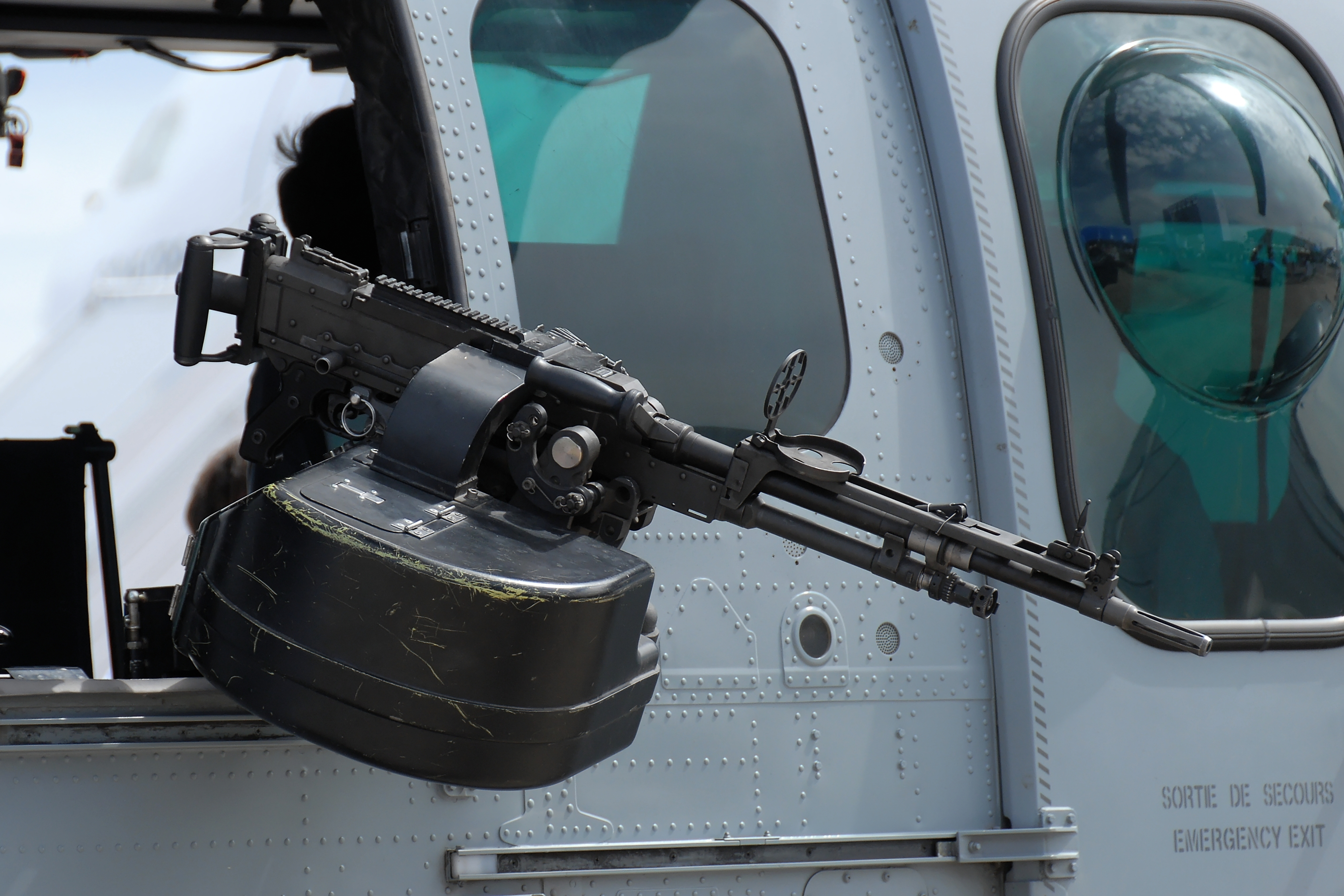
Una ametralladora FN MAG montada en el lateral del Eurocopter EC725.

## Componentes
Referencia: Infodefensa

### Electrónica
| Sistema                                              | País    | Fabricante | Notas           |
| ---------------------------------------------------- | ------- | ---------- | --------------- |
| HMD                                                  | Francia | Thales     | Modelo Scorpion |
| Torreta de reconocimiento y adquisición de objetivos | Canadá  | Wescam     | Modelo MX-15    |

### Armamento

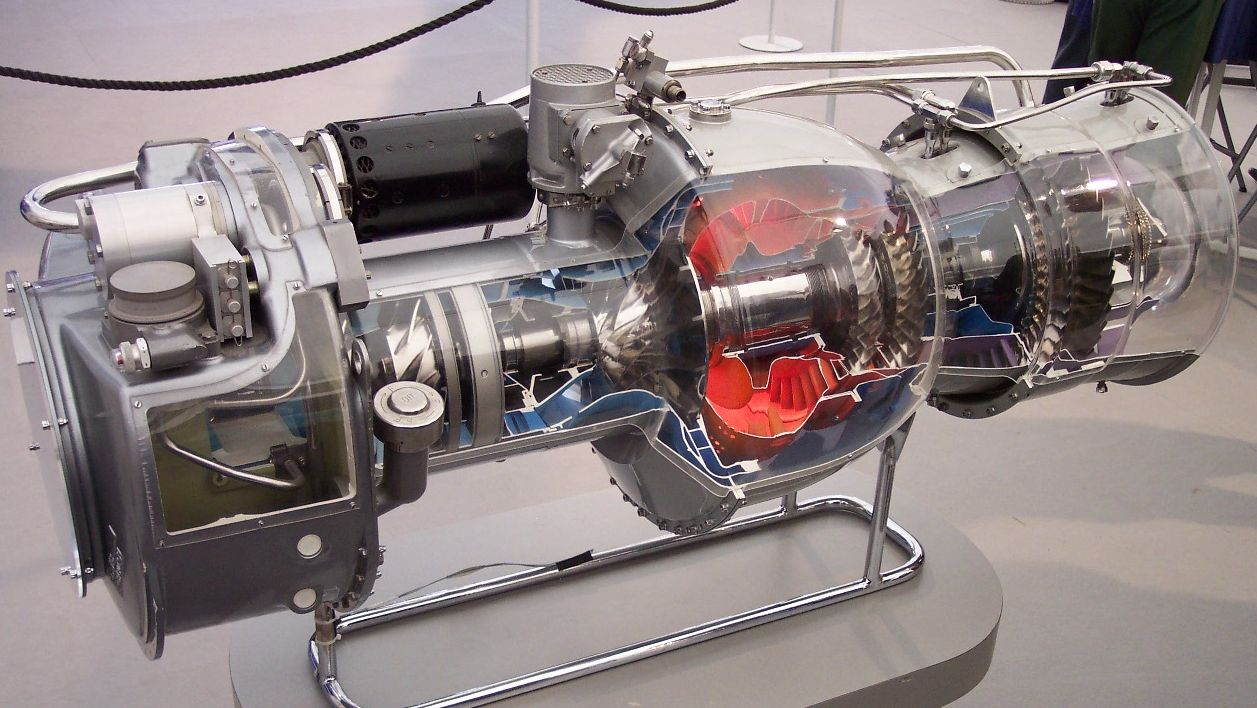
Makila

| Sistema                              | País    | Fabricante          | Notas                              |
| ------------------------------------ | ------- | ------------------- | ---------------------------------- |
| Ametralladora (opción)               | Bélgica | FN Herstal          | 2 × FN MAG de 7,62 mm              |
| Ametralladora (opción)               | Bélgica | FN Herstal          | 2 × M3M de 12,7 mm                 |
| Contenedor de ametralladora (opción) | Bélgica | FN Herstal          | 2 × HMP400 de 12,7 mm              |
| Contenedor de cañón (opción)         | Francia | GIAT/Nexter         | 2 × NC 621 con cañón M621 de 20 mm |
| Cohete SNEB 68mm                     | Francia | Matra Thomson-CSF   |                                    |
| Cohete FZ de 70mm                    | Bélgica | Forges de Zeebrugge |                                    |

### Propulsión
| Sistema | País    | Fabricante | Notas         |
| ------- | ------- | ---------- | ------------- |
| Motor   | Francia | Turbomeca  | 2 × Makila 2A |

## Variantes
El EC225 es una versión para uso civil del EC725, distinguible de los modelos AS332/AS532 más recientes por su rotor principal de 5 palas.
| Características técnicas del EC725      | Características técnicas del EC725             |
| --------------------------------------- | ---------------------------------------------- |
| Peso máximo:                            | 11.000 kg                                      |
| Peso máximo (con carga externa):        | 11.200 kg                                      |
| Peso en vacío:                          | 5.505 kg                                       |
| Diámetro del rotor principal            | 16.2 m                                         |
| Diámetro del rotor secundario           | 3.15 m                                         |
| Área del rotor principal                | 206.12 m2                                      |
| Techo de vuelo IGE MTOW                 | 2.208 m                                        |
| Techo de vuelo OGE MTOW                 | 524 m                                          |
| Capacidad:                              | 2 pilotos + 29 soldados o 5.000 kg con eslinga |
| Motorización:                           | 2 Turbomeca Makila 2A                          |
| Potencia máxima de emergencia (O.E.I.): | 1.800 kW (2.413 cv)                            |
| Potencia máxima continua                | 1.395 kW (1.870 cv)                            |
| Velocidad de crucero rápido:            | 261,5 km/h                                     |
| Velocidad máxima:                       | 324 km/h                                       |
| Autonomía máxima:                       | 1.282 km                                       |
| Alcance máximo:                         | 920 km                                         |

## Historia operacional
Los EC725 Cougar del Ejército del Aire francés rápidamente fueron puestos en servicio activo; 3 helicópteros fueron usados para evacuar ciudadanos europeos del Líbano (Opération Baliste) durante la Guerra del Líbano de 2006 en el verano del 2006, y en 2007 2 helicópteros del Ejército del Aire francés fueron desplegados a la guerra en Afganistán para apoyar las fuerzas de la coalición en la ciudad de Kabul.
El 1 de mayo de 2015 se reportó que, en el marco de las operaciones del Ejército Mexicano en contra de narcotraficantes en el Estado de Jalisco, México, fue derribado uno de estos aparatos.

## Operadores
Brasil

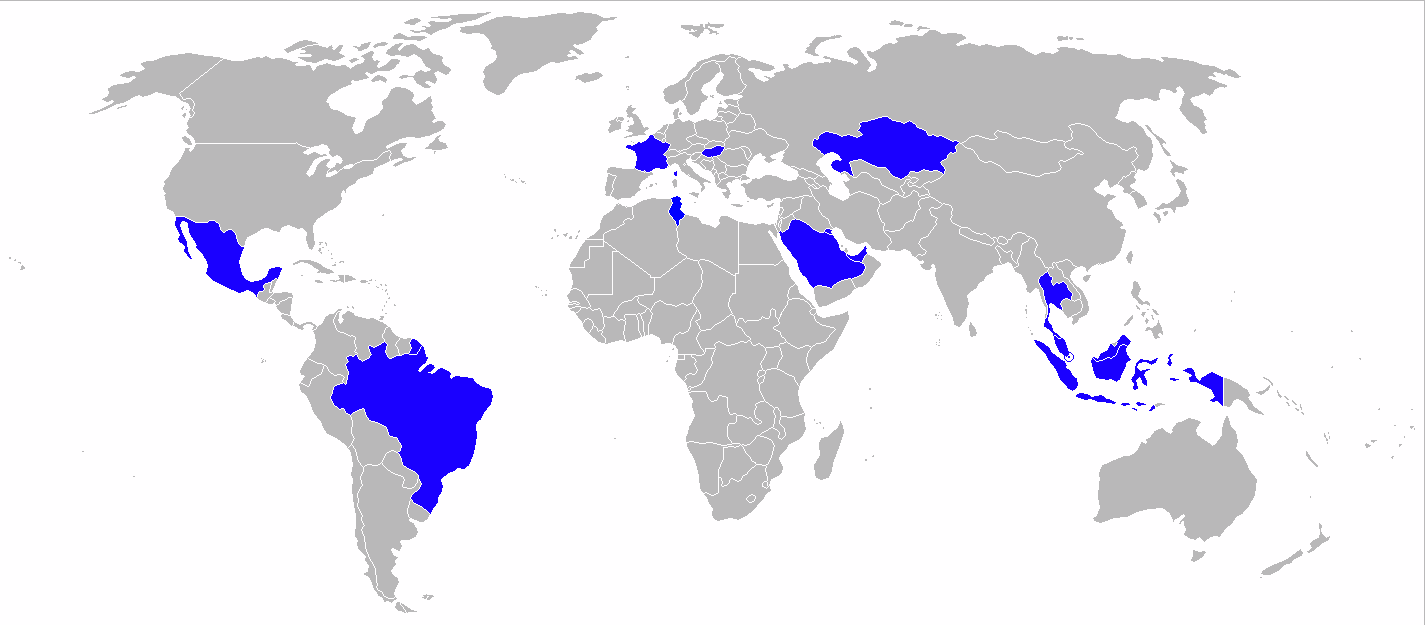
Operadores del Eurocopter EC725.

- La Helibrás ha producido 48 unidades de la versión más actual del Cougar (EC725) para las 3 fuerzas armadas del país:
  - Fuerza Aérea Brasileña 18.
  - Aviación Naval Brasileña 15.
  - Ejército Brasileño 15.

 Francia

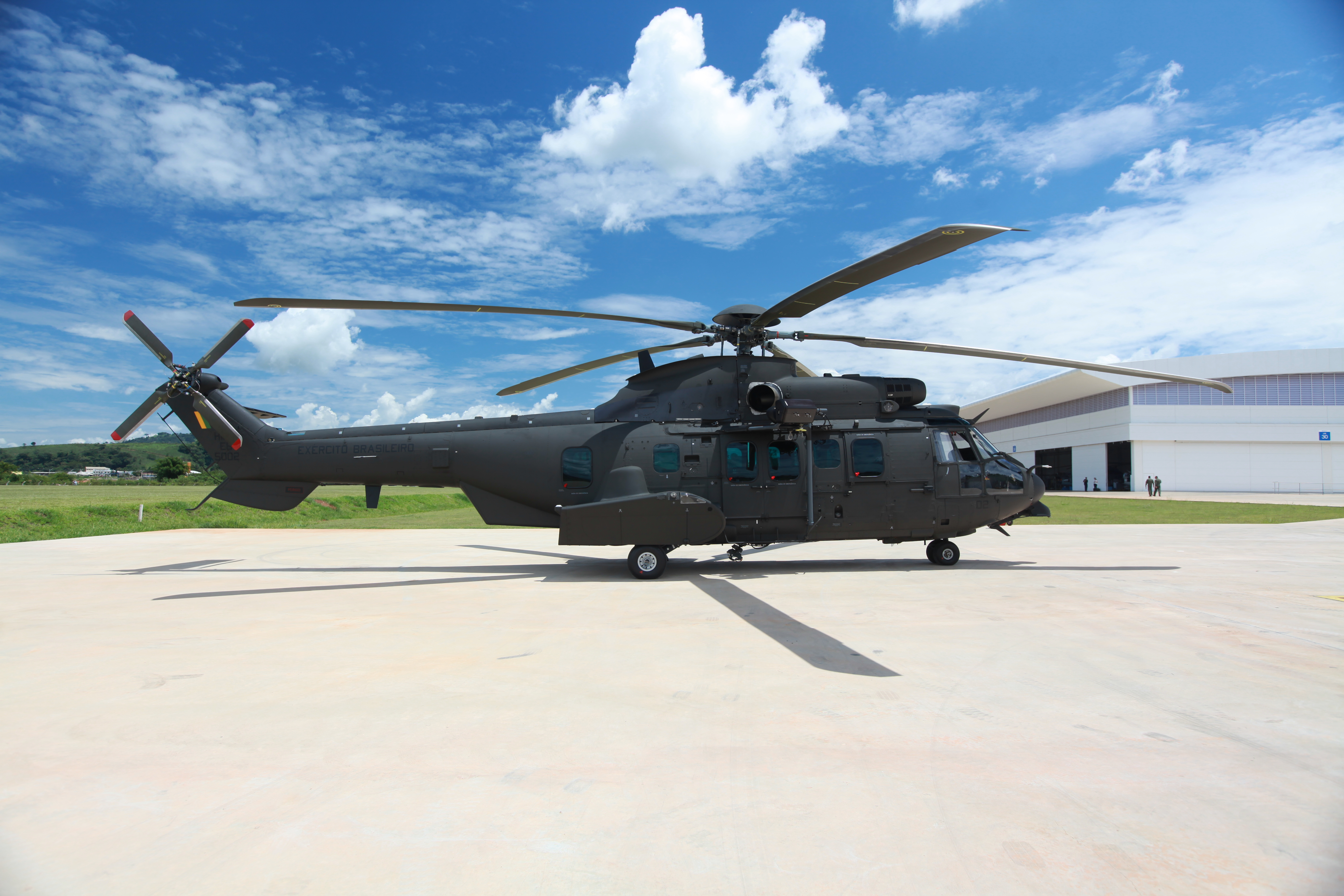
EC725 de la Fuerza Aérea Brasileña.

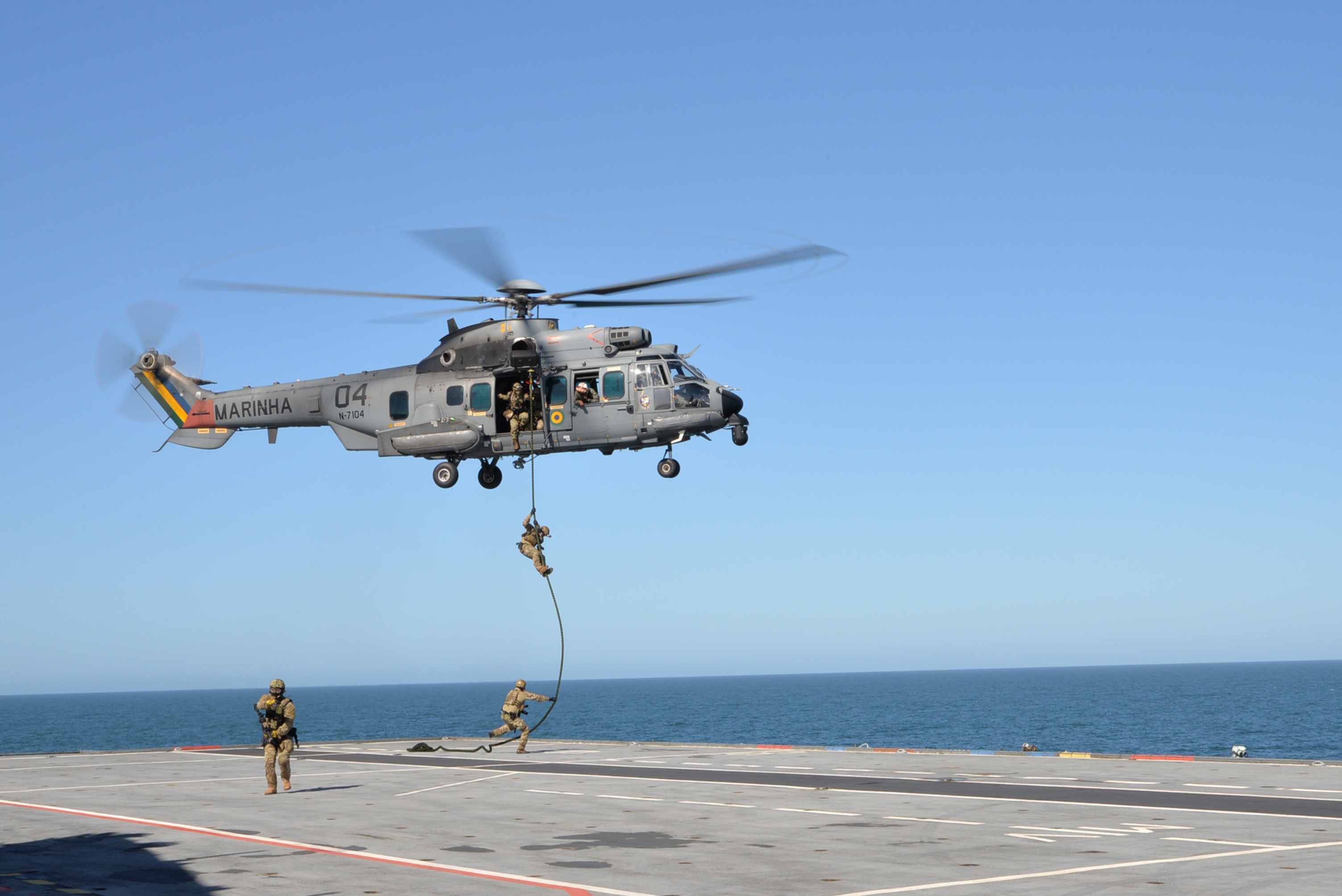
EC725 del Aviación Naval Brasileña.

- Ejército del Aire Francés. 6 en servicio para misiones de búsqueda y rescate en combate.[4]
- Ejército de Tierra Francés. 8 en servicio con la Aviación Ligera del Ejército Francés para operaciones especiales.

 Hungría

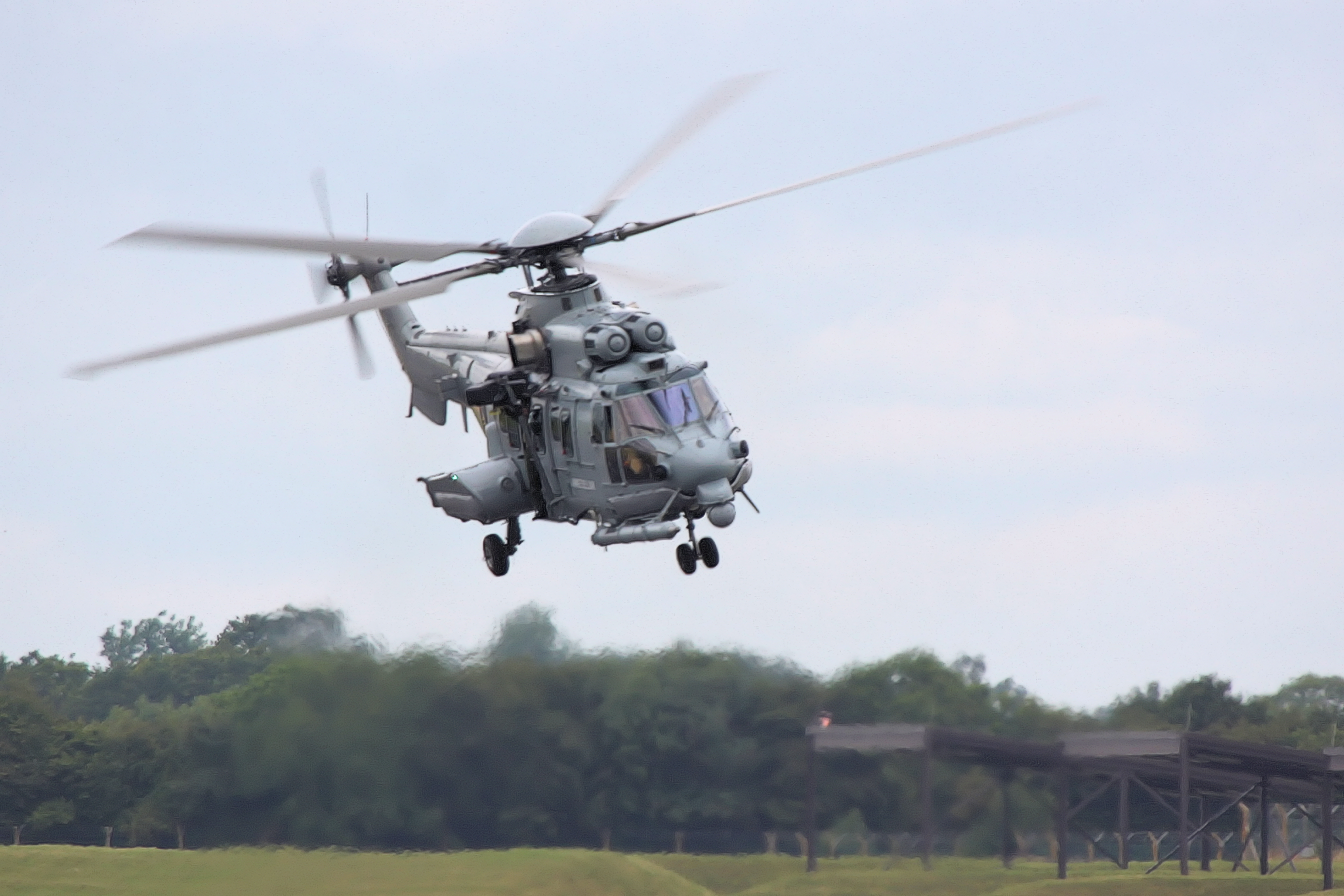
EC725 del Ejército del Aire y del Espacio francés.

- Fuerzas de Defensa Húngaras. 16 EC-725 solicitados

 Indonesia
- Fuerza Aérea del Ejército Nacional de Indonesia. 2 pedidos.[5]

 Kazajistán
- Fuerzas de Defensa. 20 EC-725 solicitados

 Kuwait
- Fuerzas Armadas de Kuwait. 30 pedidos.

 Malasia
- Real Fuerza Aérea de Malasia. 12 pedidos, las primeras entregas serán en 2012.[6]

 México
- Fuerza Aérea Mexicana.  12 entregados, A mediados de 2014 se anunció un pedido 6 EC-725 SP para un total de 18.
- Armada de México. 3 confirmados
- Se habla de una compra de 50 unidades para su fabricación en Querétaro, México.[cita requerida]

 Polonia
- Fuerzas Armadas de Polonia. 50 pedidos en versiones de transporte, búsqueda y rescate y lucha antisubmarina (ASW). El contrato fue cancelado, demandando Airbus Helicopters a Polonia.

 Tailandia
- Fuerza Aérea. 4 pedidos.

### Desarrollos relacionados
- Aérospatiale SA 330 Puma
- Eurocopter AS332 Super Puma
- Eurocopter EC225 Super Puma
- Eurocopter AS 532 Cougar

### Aeronaves similares
- Sikorsky S-92
- AgustaWestland EH101
- NHI NH90
- Avicopter AC313

### Secuencias de designación
- Helicópteros militares del Grupo Eurocopter: AS 532 · AS550 / AS555 · AS565 · EC635 · EC645 · EC665 · EC725 · NH90 · HH-65 · UH-72